# Crime of Passion (píseň, Mike Oldfield)
„Crime of Passion“ je píseň britského multiinstrumentalisty Mika Oldfielda. Vydána byla jako jeho šestnáctý singl na začátku roku 1984 a v britské hudební hitparádě se umístila na 61. místě. Na přebalu desky je umístěna černobílá fotografie Oldfieldovy matky Maureen, která zemřela v lednu 1974.
Na A straně singlu se nachází píseň „Crime of Passion“, kterou nazpíval Barry Palmer. Druhou stranu zabírá instrumentálka „Jungle Gardenia“.
Existuje rovněž i verze na dvanáctipalcové desce. Od klasického sedmipalcového singlu se odlišuje přibližně o půl minuty prodlouženou verzí písně „Crime of Passion“.

## Seznam skladeb
7" verze
1. „Crime of Passion“ (Oldfield) – 3:38
2. „Jungle Gardenia“ (Oldfield) – 2:45

12" verze
1. „Crime of Passion (Extended Version)“ (Oldfield) – 4:08
2. „Jungle Gardenia“ (Oldfield) – 2:45

## Obsazení
Crime of Passion
- Mike Oldfield – baskytary, akustické kytary, elektrické kytary, syntezátory
- Simon Phillips – bicí
- Barry Palmer – zpěv

Jungle Gardenia
- Mike Oldfield – všechny nástroje